# Cesare Ciardi

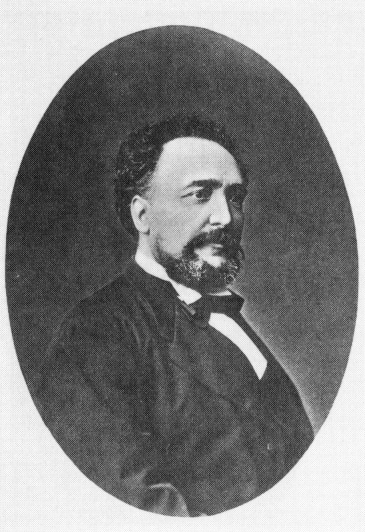
Cesare Ciardi

Cesare Ciardi (* 29. Juni 1818 in Prato; † 13. Juni 1877 in Strelna) war ein italienischer Flötist und Komponist.

## Leben
Aus der Toskana stammend, übersiedelte Cesare Ciardi 1853 nach Russland. Dort erhielt er eine Professur am Sankt Petersburger Konservatorium und wurde Flötenlehrer von Tschaikowski. Außerdem war er Soloflötist der Kaiserlichen Oper in Sankt Petersburg (nach Ciardis Tod wurde Ernesto Köhler sein Nachfolger). Ciardi war vielseitig begabt und auch als Bildhauer und Karikaturist tätig.

## Werk
Ciardi schrieb zahlreiche Studien- und Solostücke für Flöte. Sein Carnaval russe für Flöte und Klavier wird (auch in der Orchesterversion) bis heute gelegentlich gespielt.